# I'd Do Anything (Simple Plan)
I'd Do Anything è il secondo singolo della band canadese Simple Plan, estratto dal loro album di debutto, No Pads, No Helmets... Just Balls. Mark Hoppus (bassista e voce dei blink-182), ha partecipato in veste di cantante ospite alla registrazione del brano.

## Video musicale
Il video mostra la band esibirsi in un locale, mentre un buttafuori controlla molto severamente le persone prima di farle entrare. Nel video compare anche Mark Hoppus.

## Tracce
CD
1. I'd Do Anything - 3:18

Maxi-single
1. I'd Do Anything - 3:18
2. I'm Just a Kid (single edit) - 3:06
3. Grow Up - 2:31
4. My Christmas List - 3:29
5. I'm Just a Kid (Video) - 3:11

Download digitale
1. I'd Do Anything - 3:16

## Formazione
- Pierre Bouvier - voce
- Jeff Stinco - chitarra solista
- Sébastien Lefebvre - chitarra ritmica, voce secondaria
- David Desrosiers - basso, voce secondaria
- Chuck Comeau - batteria, percussioni

Ospiti
- Mark Hoppus - voce

## Classifiche
| Classifica  | Posizione |
| ----------- | --------- |
| Regno Unito | 78        |
| Stati Uniti | 51        |